# Двоноги
Двоно́ги (Bipedidae) — родина плазунів з підряду Амфісбен. Має лише 1 рід Bipes, який налічує 3 види. Виділений в окрему родину у 1951 році Едвардом Тейлором. Мешкають на півночі Мексики.

## Опис
Загальна довжина коливається від 17 до 24 см. Голова витягнута, тупа, закруглена, верхня частина звисає над нижньою. очі маленькі, висунуті вперед, зір поганий. Язик подвоєний. Вушний отвір відсутній. Особливістю є наявність передніх лопатоподібних кінцівок з 3—5 пальцями. З боків тягнуться поздовжні борозни, які закінчуються на хвості. Кігті міцні та гострі. Забарвлення шкіри світлих кольорів.

## Спосіб життя
Полюбляють піщані місцину, напівпустелі. Частіше за інших амфісбен з'являються на поверхні, ховаючись під камінням або серед них. Харчуються комахами та безхребетними. Це яйцекладні плазуни. Самиці відкладають 1—4 яйця.

## Види
- Bipes biporus
- Bipes canaliculatus
- Bipes tridactylus